# Даррен Бейзлі
Даррен Бейзлі (англ. Darren Bazeley, нар. 5 жовтня 1972, Нортгемптон) — англійський футболіст, що грав на позиції захисника. Виступав за низку англійських клубів. По завершенні ігрової кар'єри — тренер. З 2022 року Бейзлі очолює тренерський штаб національної збірної Нової Зеландії. Як тренер — переможець кубка націй ОФК 2024 року.

## Ігрова кар'єра
Даррен Бейзлі розпочав виступи на футбольних полях у 1991 році у складі команди тогочасного другого англійського дивізіону «Вотфорд», в якій грав до 1999 року. З 1999 до 2002 року Бейзлі грав у складі команди «Вулвергемптон», а в 2002 році перейшов до клубу «Волсолл», у якому грав до 2005 року.
У 2005 році англійський захисник перейшов до новозеландського клубу «Нью-Зіленд Найтс», який грав в австралійській A-Лізі. З 2007 до 2008 року футболіст грав у іншій новозеландській команді «Вайтакере Юнайтед», після чого завершив виступи на футбольних полях.

## Кар'єра тренера
Відразу ж по закінченні виступів на футбольних полях Даррен Бейзлі розпочав тренерську кар'єру, в 2008 році ставши тренером молодіжної команди свого останнього клубу «Вайтакере Юнайтед». У 2008 році Бейзлі одночасно став тренером юнацької збірної Нової Зеландії віком до 17 років, а до 2012 року також одночасно був асистентом головного тренера першої команди клубу «Вайтакере Юнайтед». У 2012 році англійський тренер очолив юнацьку збірну Нової Зеландії, на цій посаді працював до 2013 року. Одночасно Бейзлі увійшов до тренерського штабу клубу «Вондерерс СК».
У 2013 році Даррен Бейзлі очолив тренерський штаб клубу «Вондерерс СК», а також збірну Нової Зеландії віком до 20 років. У клубі «Вондерерс СК» англійський фахівець працював аж до розформування клубу в 2015 році, а в молодіжній збірній працював до 2017 року, очолюючи команду на двох молодіжних чемпіонатах світу.
З 2017 до 2020 року англійський фахівець працював у тренерському штабі клубу Major League Soccer «Колорадо Репідс», а в 2020 році входив до тренерського штабу австралійського клубу «Ньюкасл Юнайтед Джетс».
У 2020 році Даррен Бейзлі знову очолив молодіжну збірну Нової Зеландії з футболу, у якій працював до 2022 року. У 2022 році тренер очолив олімпійську збірну Нової Зеландії, та в цьому ж році став виконуючим обов'язки головного тренера національної збірної Нової Зеландії. З олімпійською збірною англійський фахівець здобув путівку на літні Олімпійські ігри 2024 року, на яких новозеландська олімпійська збірна зайняла третє місце в групі, та припинила подальші виступи.
У 2023 році Даррен Бейзлі був затверджений головним тренером національної збірної Нової Зеландії. На чолі національної збірної тренер у 2024 році став переможцем кубка націй ОФК 2024 року.

## Титули і досягнення

### Як тренера
- Володар Кубка націй ОФК (1):

Нова Зеландія 2024